# Ruschia bolusiae
Ruschia bolusiae är en isörtsväxtart som beskrevs av Schwant. Ruschia bolusiae ingår i släktet Ruschia och familjen isörtsväxter. Inga underarter finns listade i Catalogue of Life.